# Космос-1076
Космос-1076 је један од преко 2400 совјетских вјештачких сателита лансираних у оквиру програма Космос.
Космос-1076 је лансиран са космодрома Плесецк, СССР, 12. фебруара 1979. Ракета-носач Циклон-3 је поставила сателит у орбиту око планете Земље. 